# ヴィクトリー (競走馬)
ヴィクトリー (Victory) とは、日本の競走馬である。2007年の第67回皐月賞優勝馬で、半兄にリンカーン（父サンデーサイレンス）がいる。

## 戦歴

### 2歳・3歳時代（2006年・2007年）
2006年11月5日、武豊を背に新馬戦で1番人気で勝利した。続くラジオNIKKEI杯2歳ステークスは1番人気フサイチホウオーの2着に敗れたが、フサイチホウオーと僅差であったことから素質をアピールした。
明けて2007年、当初若駒ステークスを予定していたものの、前走での激戦からか、腰に疲れが出たため戦列を一時離脱した。3歳初戦には皐月賞トライアルの若葉ステークスを選択した。この競走では武豊から乗り替わって岩田康誠が騎乗した。9頭という少頭数でや相手関係もあり、1番人気に支持された。道中折り合いを欠いたものの、直線で抜け出し勝利、皐月賞の優先出走権を獲得した。
迎えた皐月賞当日、弥生賞優勝馬アドマイヤオーラや、デビュー以来4戦4勝・重賞3勝で無敗のフサイチホウオーなどの重賞優勝馬が人気を集め、ヴィクトリーはトライアルを1番人気で制したにもかかわらず7番人気と低評価であった。レースでは2コーナーあたりからハナを奪うと、2番手のサンツェッペリンとともにペースを落とし、レースの主導権を掴んで進めた。そして最後の直線では、互いに牽制し合って仕掛けが遅れたフサイチホウオーやアドマイヤオーラを尻目に、サンツェッペリンとの叩き合いを制し、ゴール直前ようやく追い込んできたフサイチホウオーの追撃も凌いでゴール、皐月賞を勝利した。鞍上の田中勝春は初騎乗であったが、馬の行く気を損ねずに先行し、折り合いをつけて自分のペースに持ち込んだ好騎乗が光った。また、田中はこの勝利で自身の中央競馬JpnI（GI）連敗記録「139」をストップさせた。なお、このレースの配当は、最後まで先頭争いをしたサンツェッペリン（15番人気）が2着に入り、3連単では1,623,250円を記録するなど高配当となった。
その後、東京優駿（日本ダービー）ではフサイチホウオーに続く2番人気に推された。しかし、スタートでの出遅れが響き9着に敗れた。その後ノーザンファームへ放牧に出され、8月22日ごろに帰厩し、神戸新聞杯に出走、秋の鞍上は岩田康誠が再び騎乗することが発表された。その神戸新聞杯では、直線で早めに抜け出したアサクサキングスを交わすことができず、また後方からドリームジャーニーに差され3着となったが、菊花賞の優先出走権を獲得し、第68回菊花賞に出走した。レースでは道中掛かってしまい、最終コーナーでは先団のペースに付いていくことが出来ず、16着に敗れた。続く第27回ジャパンカップでは、クリストフ・ルメールが騎乗するものの最下位18着となり、当初予定されていた有馬記念は回避して放牧に出された。

### 4歳時代（2008年）
2008年は2月5日に帰厩し、初のダート戦のフェブラリーステークスに向かうことになったが、途中で競走を中止したフィールドルージュを除いて最下位15着だった。その後、再び芝に戻って大阪杯に出走するが9着で、レース後はグリーンウッド・トレーニングへ短期放牧に出され5月1日に帰厩した。そして5月31日の金鯱賞に出走したが、レース中に右肩跛行を発症、終始後方のまま14着と大敗した。

### 5歳時代（2009年）
2009年は1月5日の京都金杯から始動、浜中俊とのコンビで挑んだがブービーの15着と大敗した。続く2月21日の京都記念ではスタート後ハナを切ると最後まで粘り、3着と好走した。3月14日の中京記念では前走の内容が評価されて3番人気だったが、4着に終わった。続く大阪杯では和田竜二とのコンビで挑んだがブービーの11着と大敗、金鯱賞では道中2番手からレースを進めたが、直線で失速し12着と大敗した。この後は休養に入っていたが、音無は「皐月賞以降ずっと勝っておらず、クラシックホースとしてこれ以上走らせるのはどうか」として8月13日付で競走馬登録を抹消され、現役を引退した。

## 引退後
2010年から種牡馬となり、社台スタリオンステーションで繋養されていたが、2014年シーズン限りで種牡馬を引退。
その後はにいかっぷホロシリ乗馬クラブにて乗馬として繋養されていたが、2017年8月3日に死亡した。死因は急性出血性大腸炎。

## 競走成績
以下の内容は、netkeiba.comの情報に基づく。
| 競走日 | 競走日 | 競馬場 | 競走名             | 格   | 頭 数 | 枠 番 | 馬 番 | オッズ （人気） | 着順 | 騎手       | 斤量 [kg] | 距離（馬場）  | タイム （上り3F） | 着差 | 1着馬（2着馬）         |
| ------ | ------ | ------ | ------------------ | ---- | ----- | ----- | ----- | --------------- | ---- | ---------- | --------- | ------------- | ----------------- | ---- | ---------------------- |
| 2006.  | 11.05  | 京都   | 2歳新馬            |      | 10    | 2     | 2     | 002.6（01人）   | 01着 | 武豊       | 55        | 芝2000m（良） | 2:02.5（34.3）    | -0.9 | （ダンツオラクル）     |
|        | 12.23  | 阪神   | ラジオNIKKEI杯2歳S | GIII | 11    | 8     | 11    | 005.6（03人）   | 02着 | 武豊       | 55        | 芝2000m（良） | 2:02.1（35.0）    | -0.0 | フサイチホウオー       |
| 2007.  | 03.17  | 阪神   | 若葉S              | OP   | 9     | 6     | 6     | 002.2（01人）   | 01着 | 岩田康誠   | 56        | 芝2000m（良） | 2.01.2（36.0）    | -0.0 | （サンライズマックス） |
|        | 04.15  | 中山   | 皐月賞             | GI   | 18    | 8     | 17    | 017.3（07人）   | 01着 | 田中勝春   | 57        | 芝2000m（良） | 1.59.9（35.9）    | -0.0 | （サンツェッペリン）   |
|        | 05.27  | 東京   | 東京優駿           | GI   | 18    | 8     | 17    | 008.2（02人）   | 09着 | 田中勝春   | 57        | 芝2400m（良） | 2.25.8（34.8）    | -1.3 | ウオッカ               |
|        | 09.23  | 阪神   | 神戸新聞杯         | GII  | 15    | 5     | 9     | 003.7（02人）   | 03着 | 岩田康誠   | 56        | 芝2400m（良） | 2.25.1（35.4）    | -0.4 | ドリームジャーニー     |
|        | 10.21  | 京都   | 菊花賞             | GI   | 18    | 8     | 18    | 006.7（03人）   | 16着 | 岩田康誠   | 57        | 芝3000m（良） | 3.07.8（38.5）    | -2.7 | アサクサキングス       |
|        | 11.25  | 東京   | ジャパンC          | GI   | 18    | 3     | 6     | 048.4（08人）   | 18着 | C.ルメール | 55        | 芝2400m（良） | 2.28.9（37.8）    | -4.2 | アドマイヤムーン       |
| 2008.  | 02.24  | 東京   | フェブラリーS      | GI   | 16    | 6     | 11    | 023.1（08人）   | 15着 | 後藤浩輝   | 57        | ダ1600m（良） | 1.38.9（39.8）    | -3.6 | ヴァーミリアン         |
|        | 04.06  | 阪神   | 産経大阪杯         | GII  | 11    | 2     | 2     | 042.3（08人）   | 09着 | 藤岡佑介   | 59        | 芝2000m（良） | 1.59.7（35.4）    | -1.0 | ダイワスカーレット     |
|        | 05.31  | 中京   | 金鯱賞             | GII  | 17    | 2     | 3     | 011.8（06人）   | 14着 | 横山典弘   | 58        | 芝2000m（稍） | 2.00.7（34.3）    | -1.6 | エイシンデピュティ     |
| 2009.  | 01.05  | 京都   | 京都金杯           | GIII | 16    | 8     | 16    | 035.1（10人）   | 15着 | 浜中俊     | 58        | 芝1600m（良） | 1.35.2（36.1）    | -2.3 | タマモサポート         |
|        | 02.21  | 京都   | 京都記念           | GII  | 12    | 8     | 12    | 049.4（09人）   | 03着 | 川田将雅   | 58        | 芝2200m（良） | 2.14.8（36.2）    | -0.2 | アサクサキングス       |
|        | 03.14  | 中京   | 中京記念           | GIII | 18    | 7     | 15    | 012.8（03人）   | 04着 | 北村友一   | 58        | 芝1800m（重） | 2.00.8（37.3）    | -0.4 | サクラオリオン         |
|        | 04.05  | 阪神   | 産経大阪杯         | GII  | 12    | 5     | 5     | 015.3（06人）   | 11着 | 和田竜二   | 58        | 芝2000m（良） | 2.01.2（36.3）    | -1.5 | ドリームジャーニー     |
|        | 05.30  | 中京   | 金鯱賞             | GII  | 18    | 8     | 18    | 011.7（04人）   | 12着 | 北村友一   | 58        | 芝2000m（良） | 1.59.2（35.2）    | -0.8 | サクラメガワンダー     |

## 血統表
| ヴィクトリーの血統（ロベルト系／5代内アウトブリード） | ヴィクトリーの血統（ロベルト系／5代内アウトブリード） | ヴィクトリーの血統（ロベルト系／5代内アウトブリード） | （血統表の出典）        | （血統表の出典）        |
| 父系                                                  | ロベルト系                                            | ロベルト系                                            | ロベルト系              | [ § 2 ]                 |
| 父 *ブライアンズタイム Brian's Time 1985 黒鹿毛       | 父の父Roberto 1969 鹿毛                               | Hail to Reason                                        | Turn-to                 | Turn-to                 |
| 父 *ブライアンズタイム Brian's Time 1985 黒鹿毛       | 父の父Roberto 1969 鹿毛                               | Hail to Reason                                        | Nothirdchance           |                         |
| 父 *ブライアンズタイム Brian's Time 1985 黒鹿毛       | 父の父Roberto 1969 鹿毛                               | Bramalea                                              | Nashua                  | Nashua                  |
| 父 *ブライアンズタイム Brian's Time 1985 黒鹿毛       | 父の父Roberto 1969 鹿毛                               | Bramalea                                              | Rarelea                 |                         |
| 父 *ブライアンズタイム Brian's Time 1985 黒鹿毛       | 父の母Kelley's Day 1977 鹿毛                          | Graustark                                             | Ribot                   | Ribot                   |
| 父 *ブライアンズタイム Brian's Time 1985 黒鹿毛       | 父の母Kelley's Day 1977 鹿毛                          | Graustark                                             | Flower Bowl             |                         |
| 父 *ブライアンズタイム Brian's Time 1985 黒鹿毛       | 父の母Kelley's Day 1977 鹿毛                          | Golden Trail                                          | Hasty Road              | Hasty Road              |
| 父 *ブライアンズタイム Brian's Time 1985 黒鹿毛       | 父の母Kelley's Day 1977 鹿毛                          | Golden Trail                                          | Sunny Vale              |                         |
| 母 グレースアドマイヤ 1994年 鹿毛                     | 母の父*トニービン Tony Bin 1983 鹿毛                  | *カンパラ Kampala                                     | Kalamoun                | Kalamoun                |
| 母 グレースアドマイヤ 1994年 鹿毛                     | 母の父*トニービン Tony Bin 1983 鹿毛                  | *カンパラ Kampala                                     | State Pension           |                         |
| 母 グレースアドマイヤ 1994年 鹿毛                     | 母の父*トニービン Tony Bin 1983 鹿毛                  | Severn Bridge                                         | Hornbeam                | Hornbeam                |
| 母 グレースアドマイヤ 1994年 鹿毛                     | 母の父*トニービン Tony Bin 1983 鹿毛                  | Severn Bridge                                         | Priddy Fair             |                         |
| 母 グレースアドマイヤ 1994年 鹿毛                     | 母の母*バレークイーン Ballet Queen 1988 鹿毛          | Sadler's Wells                                        | Northern Dancer         | Northern Dancer         |
| 母 グレースアドマイヤ 1994年 鹿毛                     | 母の母*バレークイーン Ballet Queen 1988 鹿毛          | Sadler's Wells                                        | Fairy Bridge            |                         |
| 母 グレースアドマイヤ 1994年 鹿毛                     | 母の母*バレークイーン Ballet Queen 1988 鹿毛          | Sun Princess                                          | *イングリッシュプリンス | *イングリッシュプリンス |
| 母 グレースアドマイヤ 1994年 鹿毛                     | 母の母*バレークイーン Ballet Queen 1988 鹿毛          | Sun Princess                                          | Sunny Valley F-No.1-l   |                         |
| 母系(F-No.)                                           | 1号族(FN:1-l)                                         | 1号族(FN:1-l)                                         | 1号族(FN:1-l)           | [ § 3 ]                 |
| 5代内の近親交配                                       | 5代内アウトブリード                                   | 5代内アウトブリード                                   | 5代内アウトブリード     | [ § 4 ]                 |
| 出典                                                  | 1. 2. 3. 4.                                           | 1. 2. 3. 4.                                           | 1. 2. 3. 4.             | 1. 2. 3. 4.             |

- 母グレースアドマイヤは4歳牝馬特別3着、府中牝馬ステークス2着の実績を持つ。その半兄（本馬の伯父）に東京優駿（日本ダービー）優勝馬フサイチコンコルド、全弟にミラクルアドマイヤ、半弟にボーンキングと皐月賞優勝馬アンライバルドがいる。
- 従兄弟にアンブロワーズ、ピコチャンブラック。